# Aloeides mullini
Aloeides mullini е вид пеперуда от семейство Синевки (Lycaenidae).

## Разпространение
Видът е разпространен в Зимбабве.